# Víktor Miroixnitxenko
Víktor Miroixnitxenko   (Ukraïnsk, 1 de gener de 1959) és un boxejador ucraïnès, ja retirat, que va competir sota bandera de la Unió Soviètica, guanyador d'una medalla olímpica.
El 1980 va prendre part en els Jocs Olímpics d'Estiu de Moscou, on va guanyar la medalla de plata en la categoria del pes mosca del programa de boxa, en perdre la final contra el búlgar Petar Lessov.
En el seu palmarès també destaca una medalla de plata en el Campionat del Món de boxa amateur de 1982 i una medalla d'or en el Campionat d'Europa de boxa amateur de 1981, ambdues en el pes gall. A nivell nacional guanyà el campionat soviètic del pes mosca de 1980.
Es va retirar el 1984 després d'haver disputat 202 combats, 180 dels quals foren guanyats.